# Liste der Monuments historiques im Territoire de Belfort
Die Liste führt alle monuments historiques im Département Territoire de Belfort in Frankreich auf.
2012 wurden im Département Territoire de Belfort 50 als Monument historique geschützte Gebäude gezählt. Die folgende Liste führt diese Bauwerke alphabetisch nach Gemeinde auf.

## Liste
| Bezeichnung                  | Beschreibung | Gemeinde     | Standort | Kennzeichnung | Schutzstatus | Datum | Bild |
| ---------------------------- | ------------ | ------------ | -------- | ------------- | ------------ | ----- | ---- |
| Fort de Giromagny            |              | Auxelles-Bas | (Lage)   | PA00135349    | Inscrit      | 1995  |      |
| Habitat fortifié du Grammont |              | Beaucourt    | (Lage)   | PA00125420    | Inscrit      | 1993  |      |

Belfort →Liste der Monuments historiques in Belfort
| Bezeichnung                                                         | Beschreibung | Gemeinde              | Standort                           | Kennzeichnung | Schutzstatus | Datum | Bild |
| ------------------------------------------------------------------- | ------------ | --------------------- | ---------------------------------- | ------------- | ------------ | ----- | ---- |
| Église Saint-Laurent                                                |              | Bermont               | (Lage)                             | PA90000002    | Inscrit      | 1997  |      |
| Fort Sénarmont                                                      |              | Bessoncourt           | (Lage)                             | PA00135350    | Inscrit      | 1995  |      |
| Fontaine-lavoir du château                                          |              | Bourogne              | (Lage)                             | PA00101144    | Inscrit      | 1980  |      |
| Fontaine-lavoir du corps de garde                                   |              | Bourogne              | (Lage)                             | PA00101145    | Inscrit      | 1980  |      |
| Lavoir du Bernardot                                                 |              | Bourogne              | (Lage)                             | PA90000011    | Inscrit      | 2010  |      |
| Église de l'Exaltation-de-la-Sainte-Croix                           |              | Chèvremont            | (Lage)                             | PA00101161    | Inscrit      | 1992  |      |
| Moulin Marion                                                       |              | Courtelevant          | (Lage)                             | PA00101159    | Inscrit      | 1990  |      |
| Puits à balancier                                                   |              | Croix                 | (Lage)                             | PA90000008    | Inscrit      | 2006  |      |
| Maison des Cariatides                                               |              | Delle                 | (Lage)                             | PA00101146    | Inscrit      | 1970  |      |
| Maison Lourdel ou Hôtel de ville de Delle                           |              | Delle                 | 1 place François-Mitterrand (Lage) | PA90000012    | Inscrit      | 2011  |      |
| Forge                                                               |              | Étueffont             | (Lage)                             | PA00125423    | Inscrit      | 1993  |      |
| Lavoir                                                              |              | Fêche-l’Église        | (Lage)                             | PA00101147    | Inscrit      | 1980  |      |
| Synagoge                                                            |              | Foussemagne           | (Lage)                             | PA00101148    | Inscrit      | 1984  |      |
| Croix de chemin                                                     |              | Frais                 | (Lage)                             | PA00101149    | Classé       | 1980  |      |
| Église Saint-Pierre                                                 |              | Froidefontaine        | (Lage)                             | PA00101150    | Inscrit      | 1926  |      |
| Fort de Giromagny                                                   |              | Giromagny             | (Lage)                             | PA00135351    | Inscrit      | 1995  |      |
| Monument commémoratif de la réunion de l'Alsace à la France en 1648 |              | Giromagny             | (Lage)                             | PA00101151    | Classé       | 1916  |      |
| Croix du cimetière                                                  |              | Grosne                | (Lage)                             | PA00101158    | Inscrit      | 1989  |      |
| Monument du caporal Peugeot                                         |              | Joncherey             | (Lage)                             | PA90000003    | Inscrit      | 1998  |      |
| Ouvrage de Meroux                                                   |              | Meroux                | (Lage)                             | PA00135352    | Inscrit      | 1995  |      |
| Fontaine Saint-Léger                                                |              | Montbouton            | (Lage)                             | PA00101152    | Inscrit      | 1980  |      |
| Habitat fortifié du Grammont                                        |              | Montbouton            | (Lage)                             | PA00125424    | Inscrit      | 1993  |      |
| Motte castrale                                                      |              | Montreux-Château      | (Lage)                             | PA00132866    | Inscrit      | 1994  |      |
| Atelier de potiers                                                  |              | Offemont              | (Lage)                             | PA00101153    | Inscrit      | 1987  |      |
| Croix de chemin                                                     |              | Offemont              | (Lage)                             | PA00101154    | Inscrit      | 1964  |      |
| Temple gallo-romain                                                 |              | Offemont              | (Lage)                             | PA00101155    | Inscrit      | 1987  |      |
| Église Notre-Dame-de-l'Assomption                                   |              | Phaffans              | (Lage)                             | PA00132867    | Inscrit      | 1994  |      |
| Chapelle du cimetière                                               |              | Réchésy               | (Lage)                             | PA90000001    | Inscrit      | 1996  |      |
| Ferme du Paquis                                                     |              | Réchésy               | (Lage)                             | PA00101156    | Inscrit      | 1986  |      |
| Château de Rougemont                                                |              | Rougemont-le-Château  | (Lage)                             | PA00132868    | Inscrit      | 1996  |      |
| Fontaine lavoir et abreuvoir                                        |              | Saint-Dizier-l’Évêque | (Lage)                             | PA90000009    | Inscrit      | 2006  |      |
| Église Saint-Dizier                                                 |              | Saint-Dizier-l’Évêque | (Lage)                             | PA00101157    | Inscrit      | 1926  |      |